# Jean-Pierre Mallet
Pour les articles homonymes, voir Mallet.
Jean-Pierre Mallet, né le 24 juin 1920 à Paris et mort le 26 septembre 2013 à Clamart, est un militaire et banquier français, compagnon de la Libération.

## Biographie
Fils du colonel Richard Mallet (1878-1948) et frère de Horace Mallet (1905-1942), Jean-Pierre Mallet rejoint les Forces françaises libres (FFL) à Londres, le 25 juin 1940 et est affecté au bataillon de chasseurs de Camberley. Il est aspirant en 1941 et nommé sous-lieutenant en avril 1943. Il participe à la campagne de Libye de Tunisie et d'Italie. Il y est blessé le 19 juin 1944. Il fut décoré de l'ordre de la libération à la fin du mois de juin 1944. Promu lieutenant en début de 1945.
Démobilisé en 1945, il suit des études de finances à l'Université de Genève, au New York Institute of Finance (en) et à l'Université Columbia.
Il entre à la Chase Manhattan Bank en 1953, puis il devient associé-gérant de la banque Mallet et Frères en 1962 et administrateur de Neuflize Schlumberger Mallet en 1969. Conseiller de la direction de la Banque occidentale, il est également administrateur de la Caisse d'épargne, des Établissements Horstmann, de la Société de gestion immobilière, de la Société auxiliaire d'études, de la Hollando-Suisse de participation...
Il meurt le 26 septembre 2013 à Clamart.
Marié à Colette Papin (1923-2015), il est le père de Jean-Claude Mallet.

## Décorations
- Commandeur de la Légion d'honneur
- Compagnon de la Libération par décret du 29 décembre 1944
- Croix de guerre 1939–1945 (2 citations)
- Médaille coloniale
- Médaille commémorative des services volontaires dans la France libre
- Insigne des blessés militaires
- Officier du Nichan Iftikhar
- Ordre de Saint-Jean de Jérusalem